# Isopublic
Isopublic (ISOPUBLIC AG) ist das älteste Schweizer Markt- und Meinungsforschungsinstitut. Es handelt sich um ein Familienunternehmen. Auftraggeber sind Unternehmen der verschiedensten Branchen, Werbe- und PR-Agenturen, Medien, Interessenverbände und öffentliche Stellen.
Das Institut wurde 1943 in Lausanne als erstes Schweizer Markt- und Meinungsforschungsinstitut mit der Bezeichnung «ISOP» von Pierre Devrient – einem Freund von George Gallup – gegründet. 1969 übernahm Robert Kappeler die Leitung des Instituts, seit 1992 ist sein Sohn Matthias Kappeler (bis Frühjahr 2014 CEO) in dem mittlerweile in Schwerzenbach, Kanton Zürich, angesiedelten Unternehmen tätig.
Im Dezember 2011 trat ISOPUBLIC der kanadischen Gruppe Léger Marketing bei, dem grössten Markt- und Meinungsforschungsinstitut in kanadischem Besitz, das unter dem Namen TRIG (The Research Intelligence Group) auch in den USA aktiv ist.
Seit 1949 ist Isopublic das Schweizer Mitglied der Gallup International Association, der grössten internationalen Gruppe von Markt- und Meinungsforschungsinstituten, überdies ist es Gründungsmitglied des WIN Worldwide Independent Network of Market Research.
Das Institut ist politisch unabhängig. Neben traditionellen qualitativen und quantitativen Methoden fokussiert ISOPUBLIC seit 2011 stark auf Aufbau und Management von ISOweb, d. h. Onlineforschung.
Am 7. Mai 2015 eröffnete das Bezirksgericht Uster den Konkurs über das Unternehmen.